# 2023 DZ2
2023 DZ2 este un asteroid de aproximativ 70 de metri în diametru, clasificat ca obiect din apropierea Pământului al grupului Apollo. A fost observat pentru prima dată la 27 februarie 2023, când se afla la 0,11 AU (16 milioane  km) de Pământ, cu un telescop Isaac Newton de către astronomul român Ovidiu Văduvescu și studenții ING (Isaac Newton Group) Freya Barwell și Kiran Jhass în cadrul proiectului EURONEAR. La 25 martie 2023 a trecut la 174.639 ± 27 km de Pământ, o distanță mai mică decât jumătate din distanța Pământ-Lună. Este cel mai mare asteroid care s-a apropiat atât de mult de Terra de la asteroidul 2019 OK. La 21 martie 2023, cu un arc de observare de 66 de zile, a fost eliminat din Tabelul de riscuri Sentry.
| Data și ora       | Sistanța nominală | regiune de incertitudine (3-sigma) |
| ----------------- | ----------------- | ---------------------------------- |
| 25-Mar-2023 19:49 | 174639 km         | ± 27 km                            |

Apropierea din 2023 a fost vizibilă pentru astronomii amatori cu telescoape modeste și telescoape echipate cu un senzor de imagine. În perioada 20-24 martie 2023, a fost vizibil în constelația Racului. La aproximativ 17:20 UT pe data de 25, asteroidul a strălucit la aproximativ magnitudinea aparentă 10  în timp ce se afla peste Asia de Sud-Est și a putut fi vizibil cu un binoclu de 10×50. Dar pentru multe alte locuri, asteroidul nu a devenit mai luminos de magnitudinea 12.

## Identificare
Descoperirea a fost realizată în cadrul proiectului ParaSOL (Detecția obiectelor din Sistemul Solar și a resturilor spațiale folosind metode de calcul paralel) care este sponsorizat de UEFISCDI în România și condus de Marcel Popescu. Noul obiect a fost identificat de Costin Boldea și de software-ul STU ParaSOL dezvoltat de astronomul amator Mălin Stănescu. Alți membri ai colaborării EURONEAR care au participat la analiza datelor au fost Marian Predatu și astronomii amatori Lucian Curelaru și Daniel Berteșteanu. Observațiile au fost realizate folosind telescopul Isaac Newton aflat în La Palma, Insulele Canare, Spania.

## Descriere
2023 DZ2 are un diametru de aproximativ 40–90 de metri. Cu o perioadă de rotație estimată de aproximativ 6 minute și o amplitudine a curbei luminii de 0,57 magnitudini, se presupune că obiectul are o formă alungită.
Înainte de apropierea cu Pământul, acesta urmează o orbită destul de excentrică (0,54), cu înclinație scăzută (0,08°), cu o durată de 3,16 ani, variind între 0,99 și 3,32 AU de Soare. Trece de Pământ la 25 martie 2023  ceea ce reduce perioada orbitală la 1.098,4 zile. Apoi ajunge la periheliu (cea mai mare apropiere de Soare) la 4 aprilie 2023.